# La Femme aux gardénias
Pour le film de Fritz Lang sorti en 1953, voir La Femme au gardénia.
Pour plus de détails, voir Fiche technique et Distribution.
La Femme aux gardénias (titre original : Double Harness) est un film américain pré-Code réalisé par John Cromwell, sorti en 1933.

## Synopsis
Une jeune femme manipule un playboy afin qu'il l'épouse.

## Fiche technique
- Titre original : Double Harness
- Réalisation : John Cromwell
- Scénario : Jane Murfin d'après la pièce de Edward Poor Montgomery
- Production : Merian C. Cooper (producteur exécutif) et Kenneth Macgowan (producteur associé)
- Société de production : RKO
- Musique : Max Steiner
- Photographie : J. Roy Hunt
- Montage : George Nicholls Jr.
- Pays de production : États-Unis
- Format : Noir et blanc - Son : Mono (RCA Victor System)
- Genre : Comédie dramatique
- Durée : 69 minutes
- Dates de sortie :
  - États-Unis : 21 juillet 1933
  - France : 1er mars 1935

## Distribution
- Ann Harding : Joan Colby
- William Powell : John Fletcher
- Lucile Browne : Valerie Colby

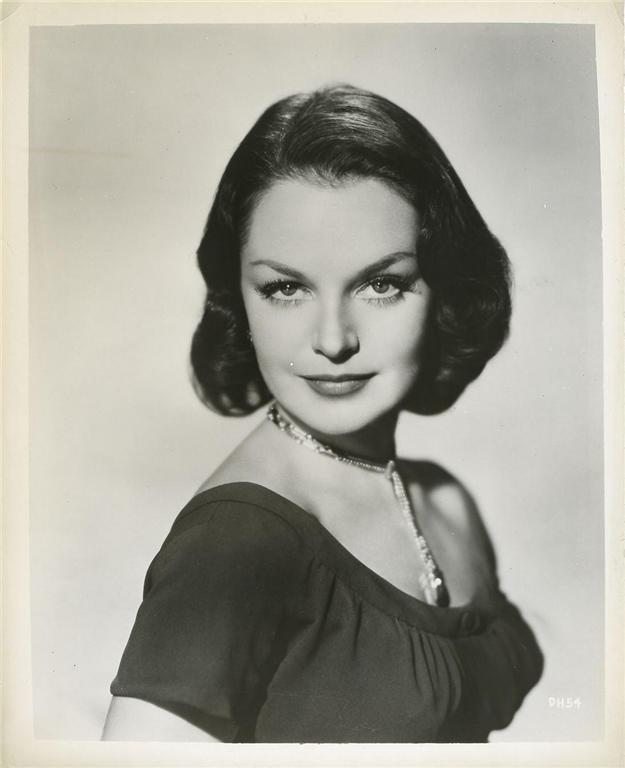
Photographie publicitaire de Lilian Bond pour le film.

- Henry Stephenson : Colonel Sam Colby
- Lilian Bond : Monica Paige
- George Meeker : Dennis Moore
- Reginald Owen : Freeman
- Kay Hammond : Eleanor Weston
- Leigh Allen : Leonard Weston
- Hugh Huntley : Farley Drake
- Wallis Clark : le Ministre des Postes
- Fredric Santley : Bruno

Acteurs non crédités :
- Irving Bacon
- Lita Chevret
- Wong Chung
- Jean Malin